# Putgarten
Putgarten település Németországban, Mecklenburg-Elő-Pomeránia tartományban. Lakosainak száma 182 fő (2023. december 31.).

## A település részei
| - Arkona - Fernlüttkevitz - Goor - Nobbin | - Putgarten - Vitt - Varnkevitz - Wollin |

## Képek

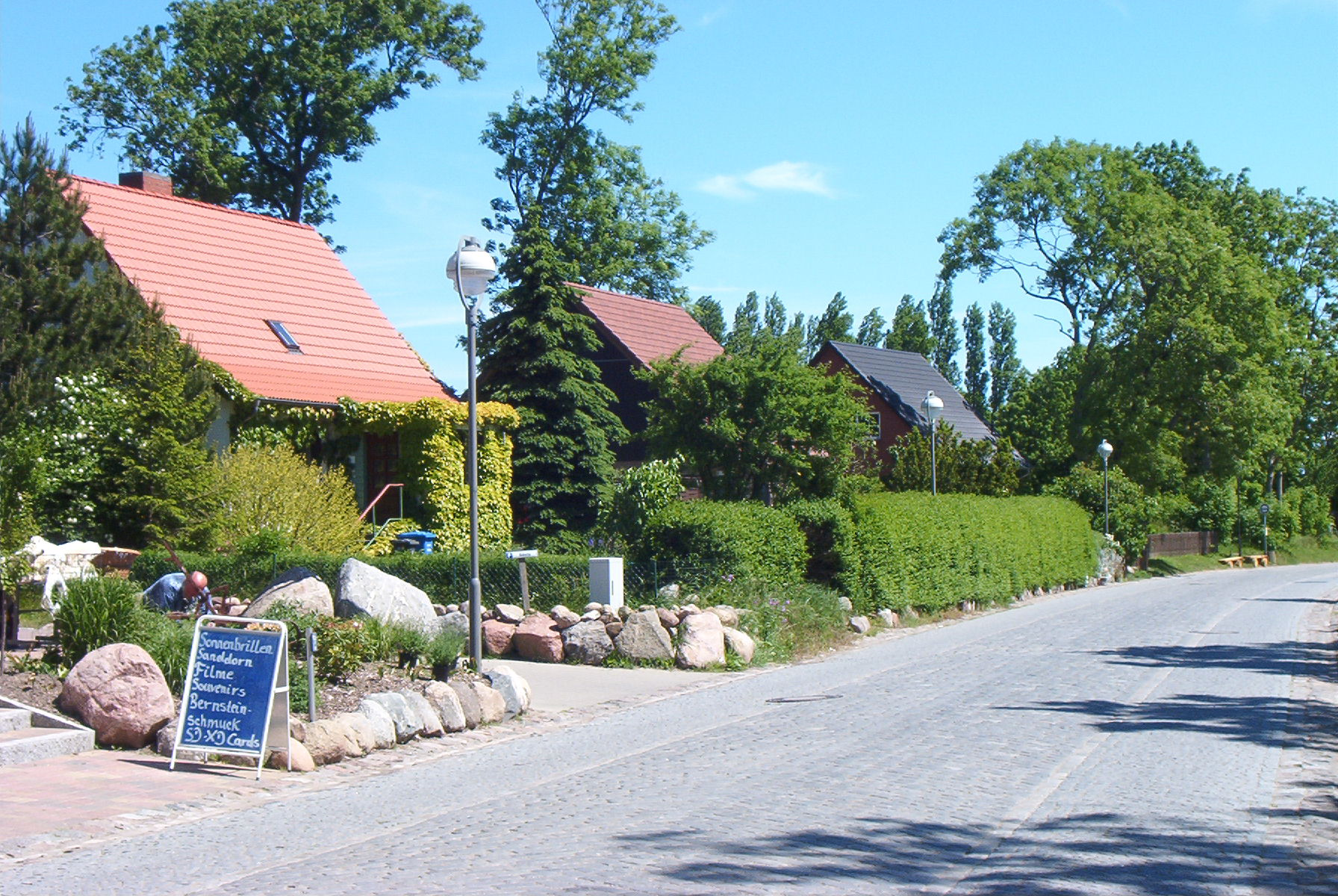
Putgarten – Ortsmitte
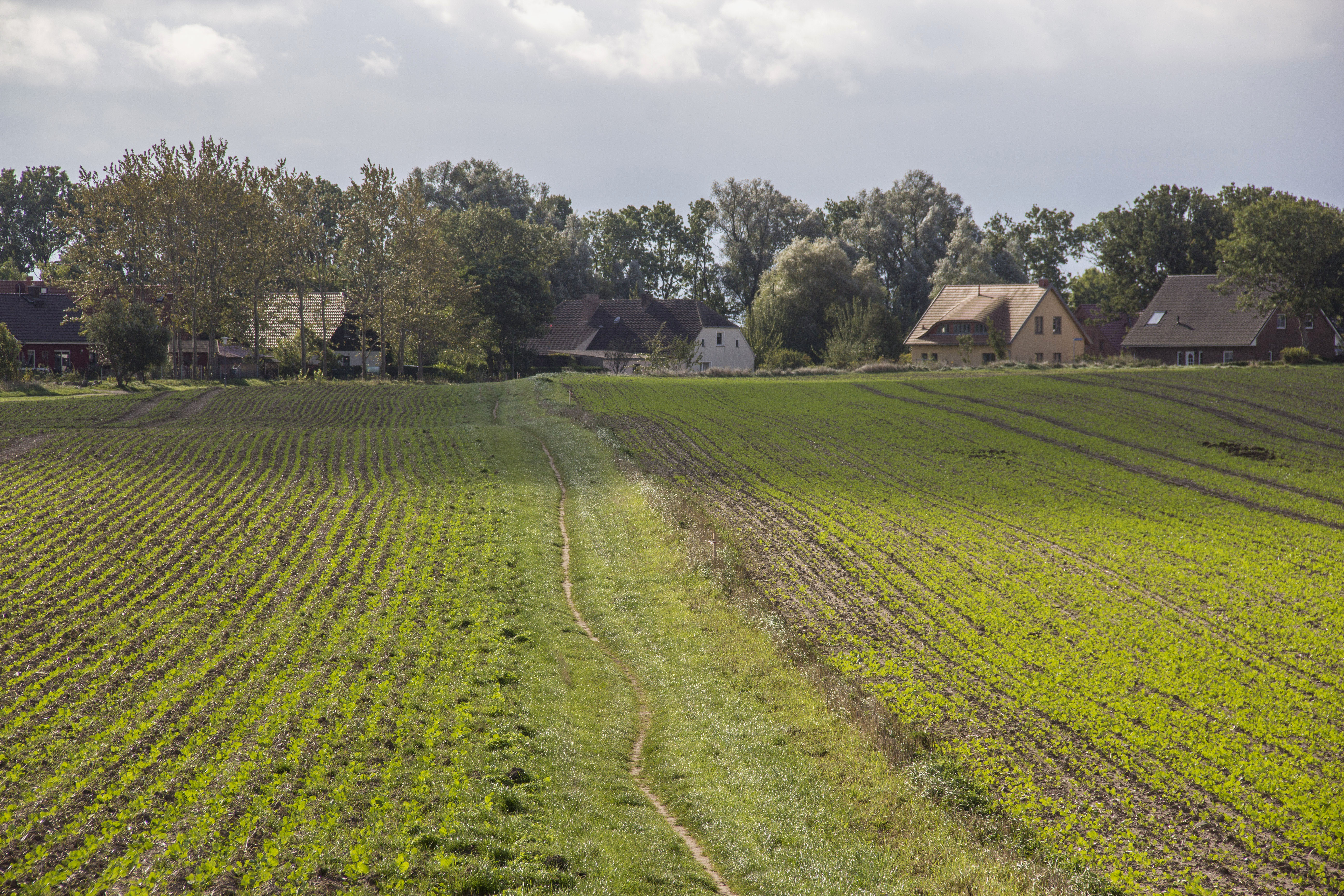
Putgarten. Ortsansicht von Norden
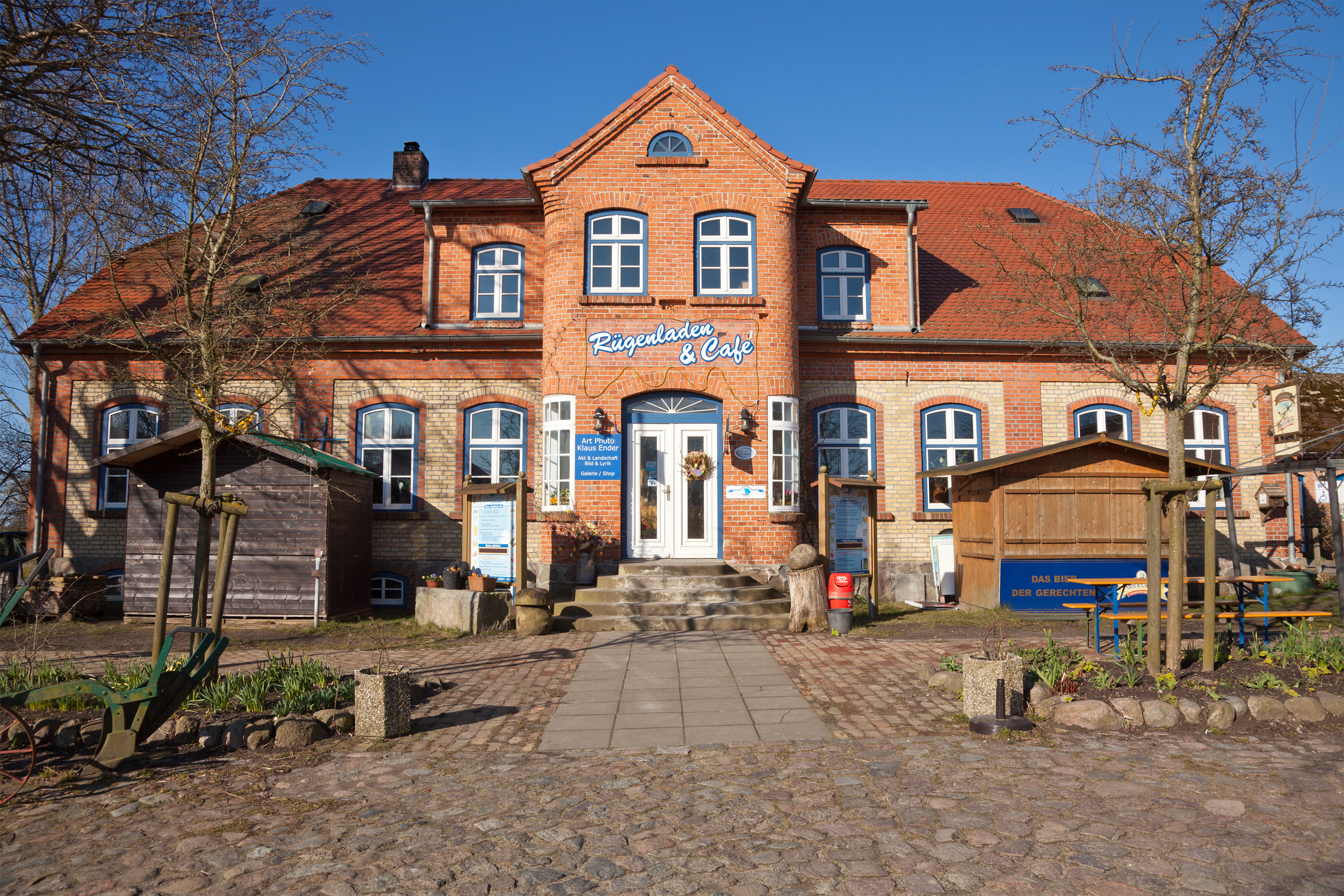
Putgarten – Gutshaus
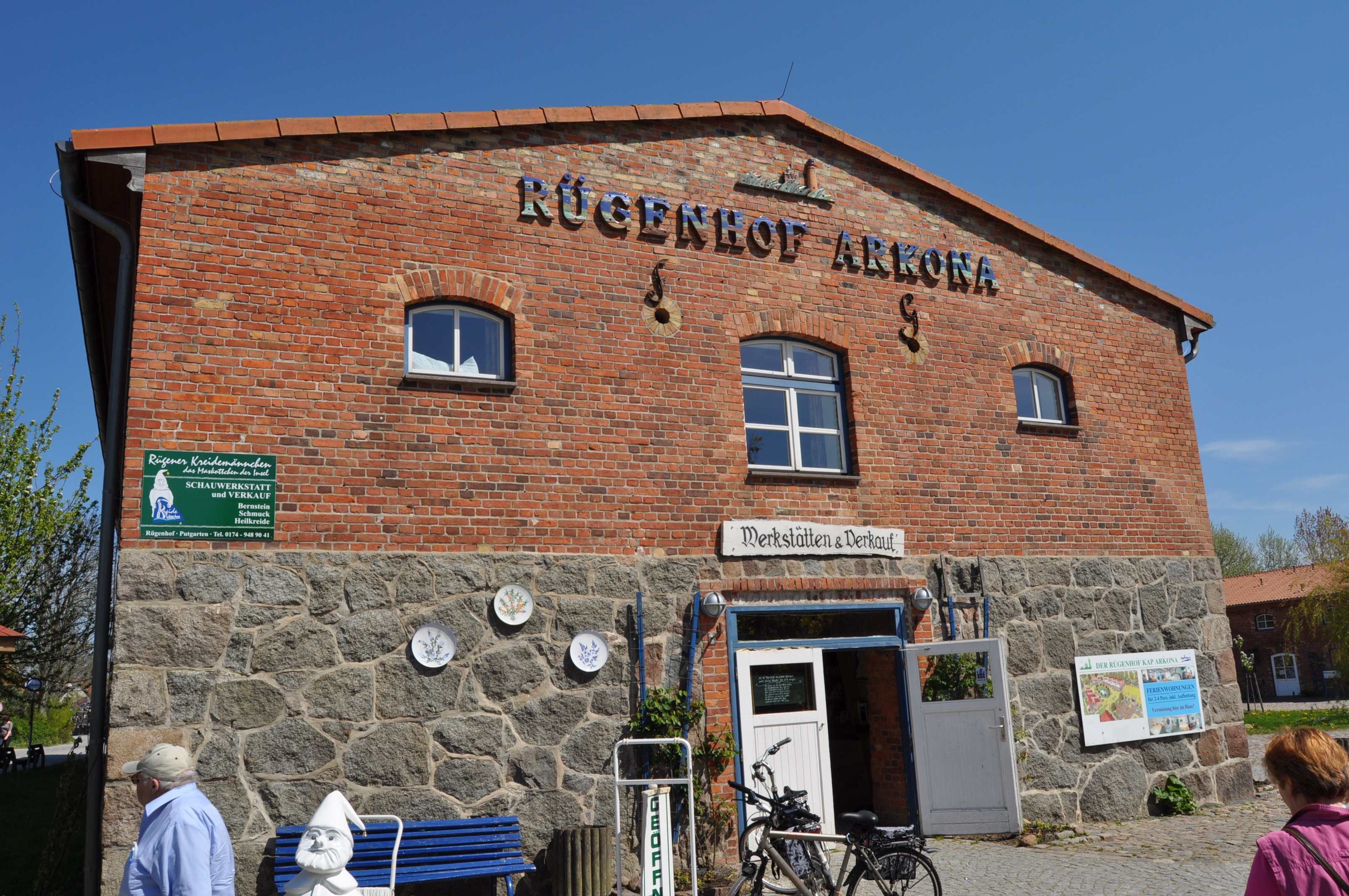
Stallspeicher Gut Putgarten - jetzt Handwerkermarkt
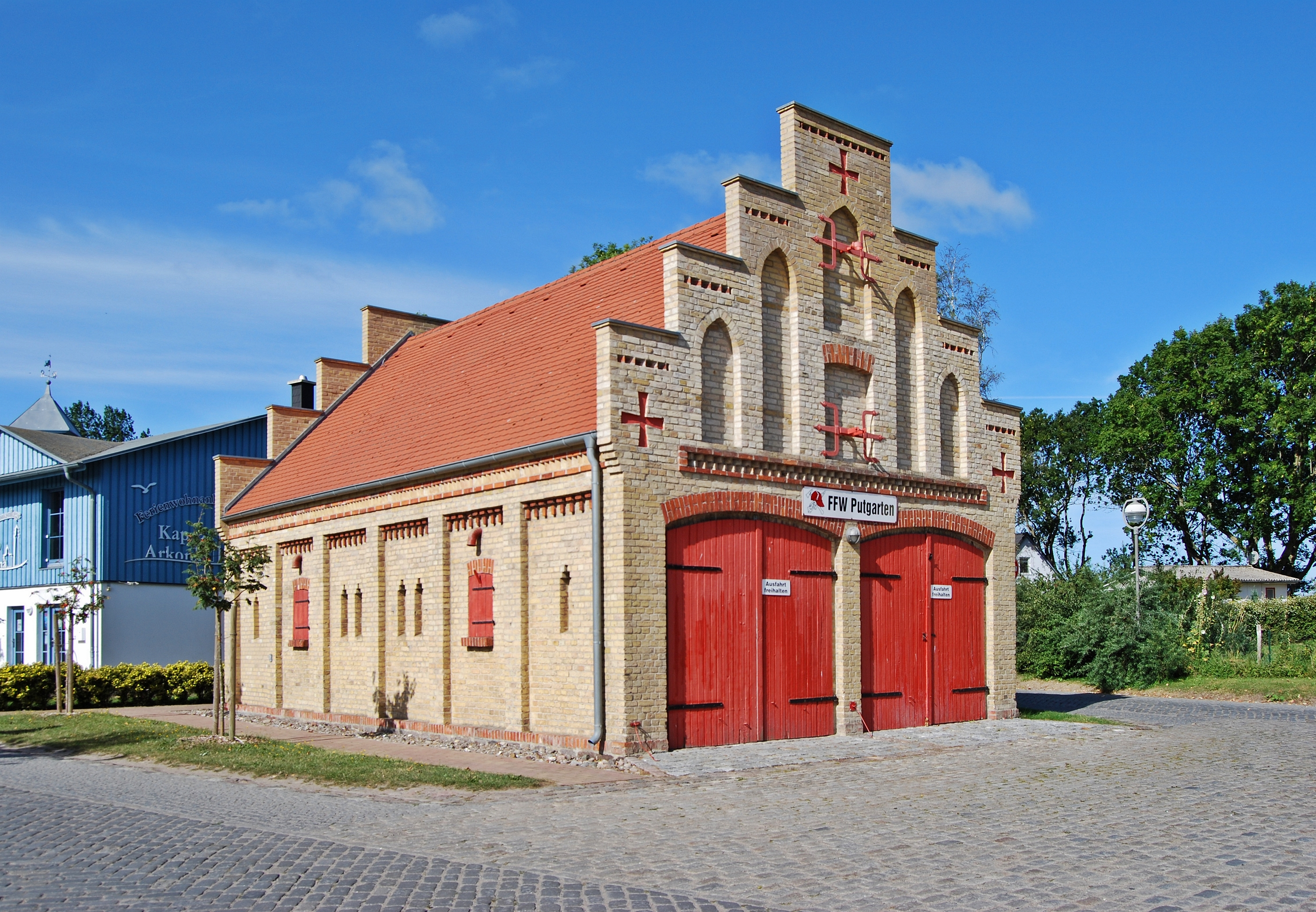
tűzoltó in Putgarten
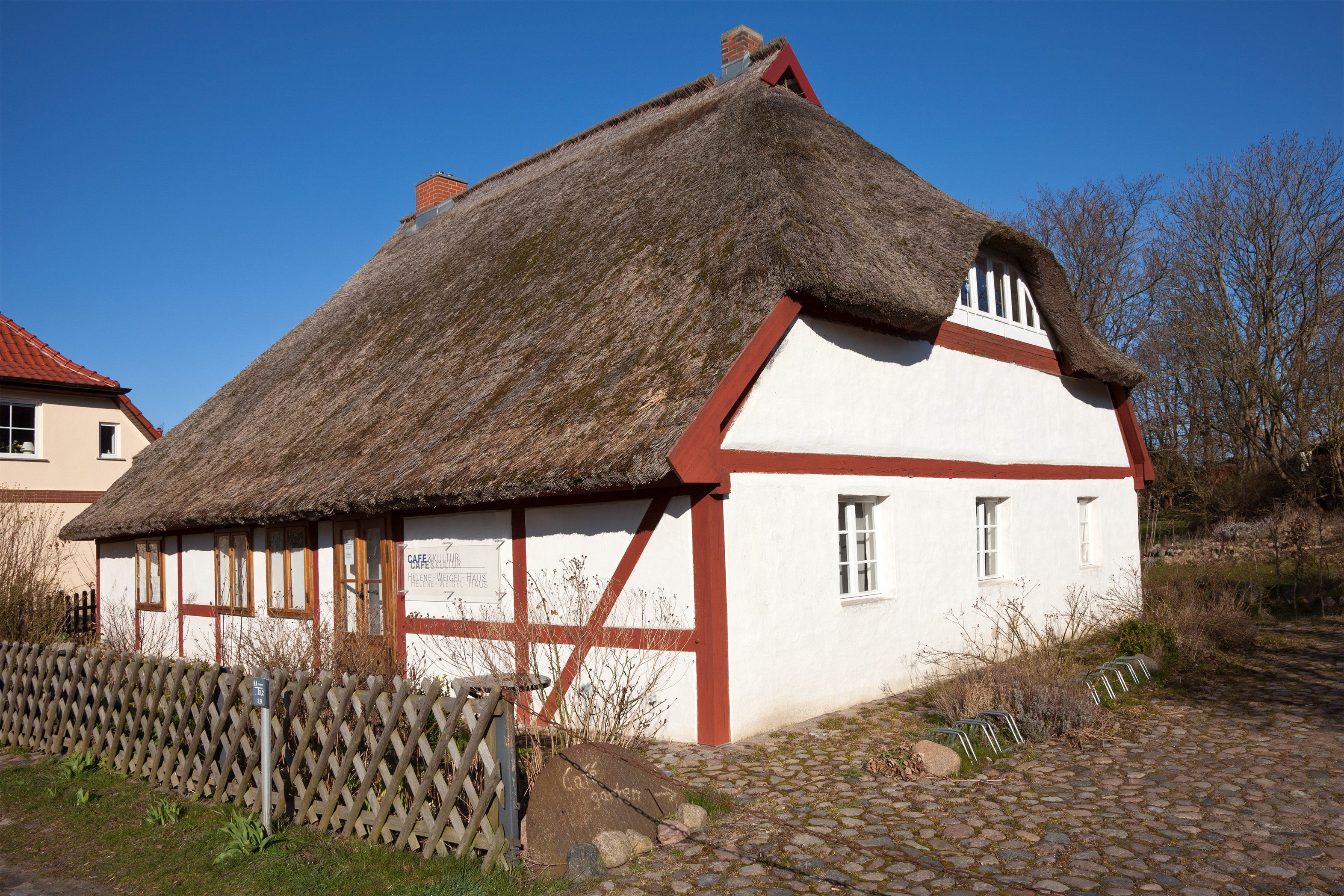
Helene-Weigel-Haus, Bertolt Brecht néha itt lakott
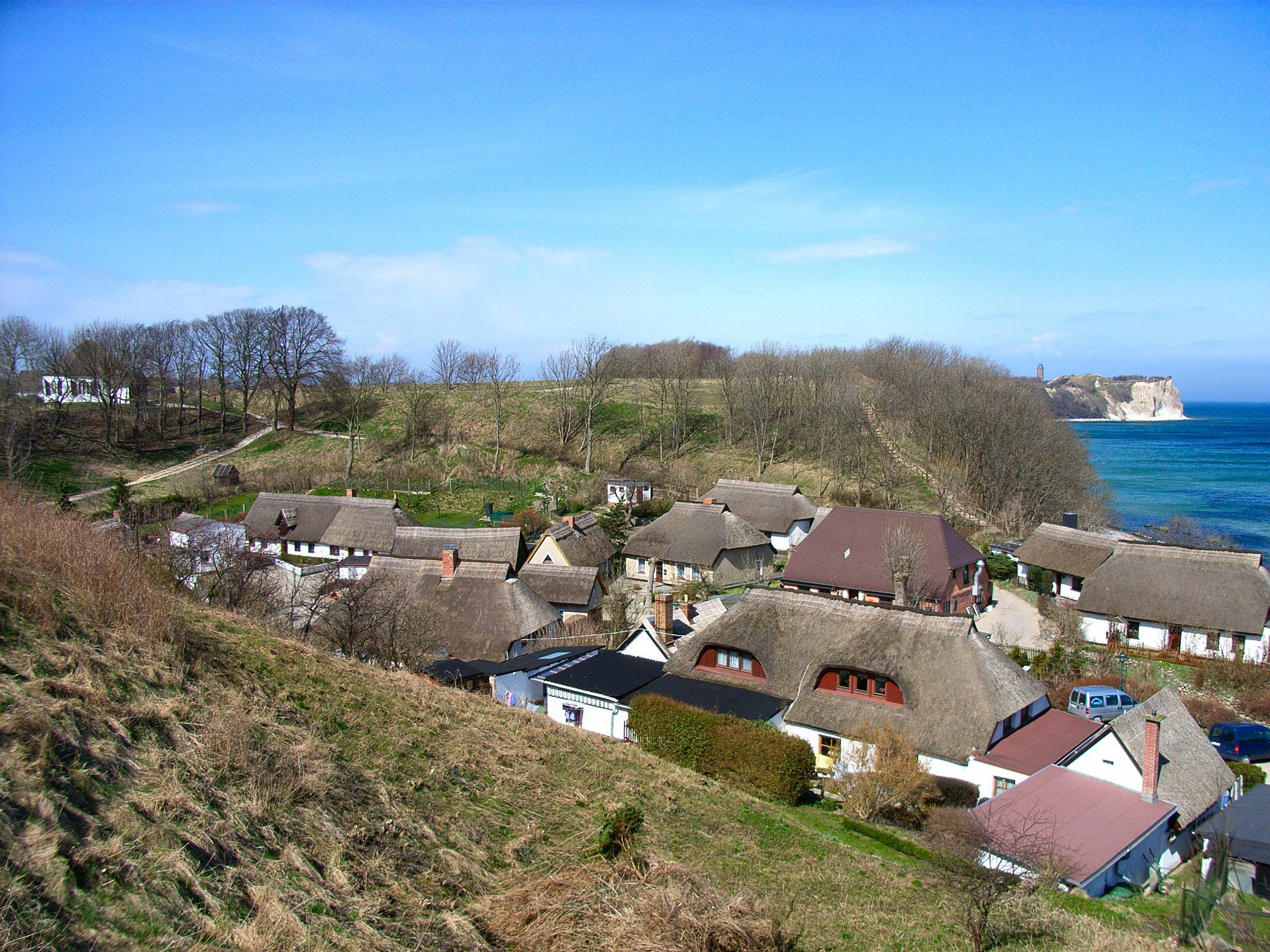
Fischerdorf Vitt, hátul Kap Arkona
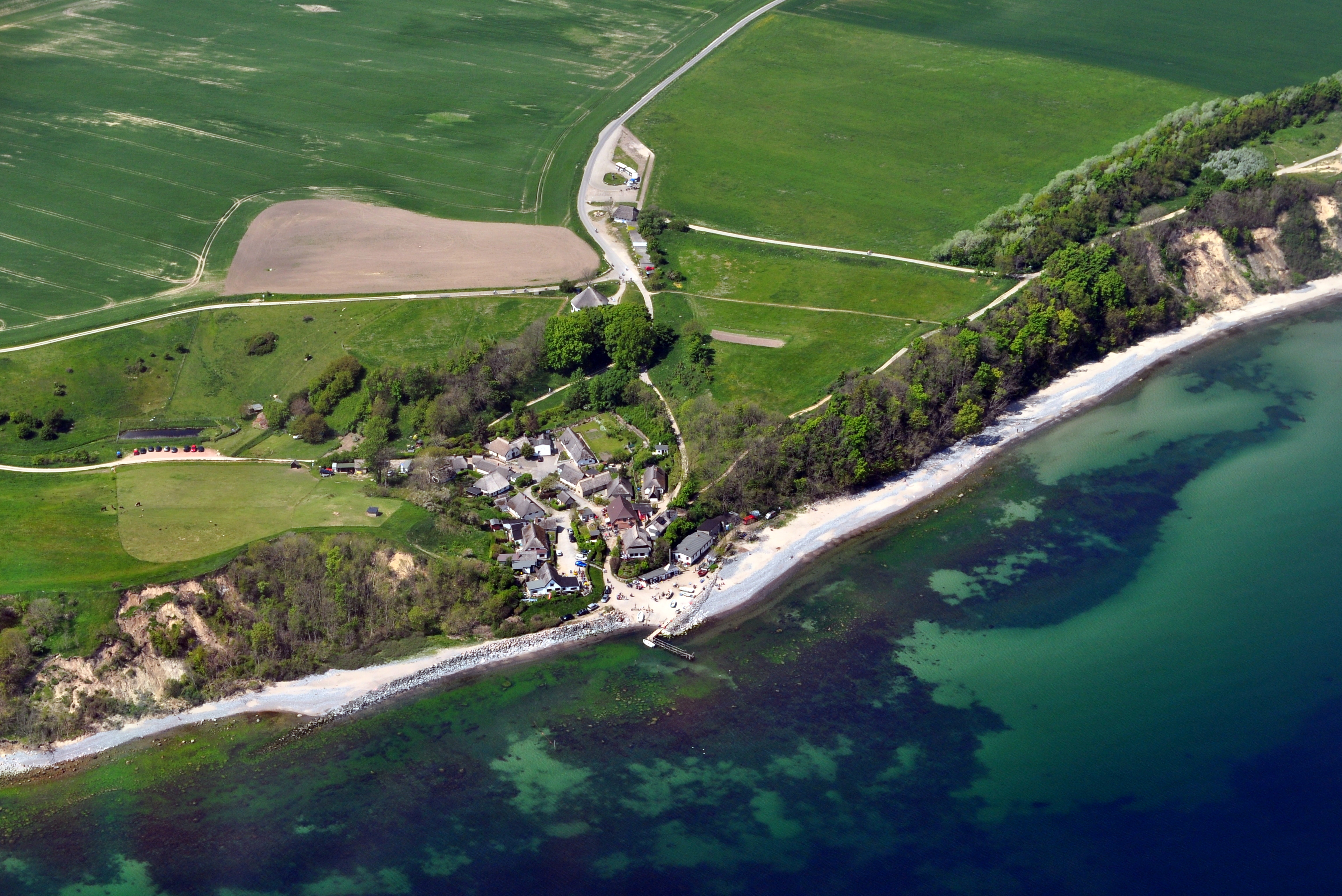
Vitt

## Népesség
A település népességének változása:
| Lakosok száma | 191  | 183  | 182  | 188  | 182  |
|               | 2017 | 2019 | 2021 | 2022 | 2023 |